# Варлаам (Денисов)
Варлаам (Денисов) (3 квітня 1804, Новгородська губернія, Росія. — 18 січня 1873, Новгород-Сіверський, Україна) — духовний письменник, джерелознавець та історик Церкви. Архієрей синодальної Російської Православної Церкви. Єпископ Єкатеринбурзький, потім Оренбурзький та Уральський (Росія), Архієпископ Чернігівський та Ніжинський (1867—1870, Україна).

## Біографія
Народився в родині православного диякона Новгородської єпархії РПЦ (регіон, де компактно проживали вепси).
15 липня 1825 закінчив Новгородську духовну семінарію і був залишений в ньому учителем французької мови.
З 20 березня 1828 — інспектор Новгородської духовної семінарії.
1 липня 1829 р., висвячений в ієромонахи.
7 вересня того ж року він був переведений інспектором в Оленецьку духовну семінарію.
27 жовтня 1833 був призначений інспектором, а потім ректором Вятської духовної семінарії.
З 15 липня 1834 — архімандрит Верхньочепецького Слобідського Хрестовоздвиженського монастиря Вятської єпархії.
З 30 вересня 1840 — ректор Іркутської духовної семінарії та ігумен Іркутського Вознесенського монастиря.
15 жовтня 1843 через захворювання покинув викладацьку роботу і був призначений ігуменом Нижньгородського монастиря 14 квітня 1844 року.
З 31 січня 1852 — ігумен Кирило-Білозерського монастиря.
22 березня 1857 був переведений ігуменом Новгородського Юр'єва монастиря.
6 березня 1862 був призначений членом Синодальної контори.
З 19 травня 1862 — єпископ Оренбурзький і Уральський.
9 листопада 1866 висвячений на єпископа Чернігівського та Ніжинського, але через параліч не зміг вповні опікуватися єпархіальними справами, тож 1871 відправлений на спокій до Спасо-Преображенського монастиря м. Новгород-Сіверський, де він і похований.

## Творчість
1850 видав у Петербурзі свої духовні твори «Бесіди і слова». Науці прислужився у царині джерелознавства. Будучи настоятелем Кирило-Білозерського монастиря, що розташований на старовинних вепських землях, брав участь в упорядкуванні монастирської бібліотеки та архіву, надрукував у журналі «Чтения Имп. Общества Истории и Древностей Российских при Моск. Унив.» за 1858—1860 низку краєзнавчих статей, які дотичні до вепської історії:
- «О пребывании патриарха Никона в заточении в Ферапонтовом и Кирилловом монастырях»;
- «Историко-археологическое описание древностей и редких вещей, находящихся в Кирилло-Белозерском м-ре»;
- «Обозрение рукописей собственной библиотеки препод. Кирилла Белозерского».

У газеті «Черниговскіе Епархиальныя Ведомости» (1867—1868) надрукував кілька старовинних рукописів Кирило-Білозерського монастиря, заклавши тим самим джерельну базу українського вепсознавства.